# Famille de La Poëze
La famille de La Poëze est une famille subsistante de la noblesse française, d'extraction chevaleresque, originaire, selon les auteurs, de Bretagne ou d'Anjou dont la filiation prouvée remonte à 1340.

## Histoire

### Origine
D'après André Borel d'Hauterive (1848), ou les auteurs du Dictionnaire de la noblesse française (1975), la famille de La Poeze est originaire de Bretagne où elle possédait la terre et seigneurie de La Poeze dans la paroisse de Loroux-Bottereau près de Nantes. D'après  Louis de Magny ou Henri Jougla de Morenas, elle est originaire d'Anjou de la commune La Poueze non loin d´Angers où se trouvent les restes de sa motte féodale (si c’en est une car il n’a jamais été démontré l’existence d’une motte féodale à La Pouëze)
On retrouve cités des membres de cette famille dans les cartulaires des abbayes du Ronceray (Gauzlinus de Puzia en 1060-1067), de Saint-Serge (Hainricus de Puzia en 1082-1094) et de Saint-Aubin (Goslenus du Puiza en 1132) ,[réf. incomplète] ,,,[réf. incomplète] .
En 1218, Jacques de La Poueze est sieur de Bécon près d'Angers.
La filiation prouvée de la famille de La Poëze remonte à 1340, avec Charles de La Poëze, écuyer, seigneur de La Poëze, qui possédait les terres de La Collessière, Landemont, Champtoceau et Montjaugév et qui vivait en 1340. Il laisse deux fils : Jean, qui suit Charles de La Poëze, seigneur de Chausenay, mort sans alliance.
La famille de la Poëze est longtemps inféodée en Anjou entre Ancenis et Champtoceau[réf. incomplète].
Les membres de cette famille comparaissent aux bans, montres ou revues des provinces de Bretagne et d'Anjou, entre autres en 1464, 1471, 1542, etc. Elle est maintenue noble en 1667 et donna un député de la noblesse aux États généraux de 1789.
Une branche relève le nom d'Harambure par ordonnance du 17 septembre 1817.

## Armes
| Image | Armoiries |
| ----- | --- |
|       | Armes de la Famille de La Poëze D'argent à trois bandes de sable Supports : deux chevaux d'hermine. Devise : Auxilium ab alto. |
|       | Armes de la Famille de La Poëze d'Harambure depuis 1817 D'argent à trois bandes de sable; brochant sur le tout un écu d'or à l'arbre de sinople, à l'ours de sable brochant, à la bordure de gueules chargée de huit flanchis d'or. |

## Personnalité
- Olivier de La Poëze (1821-1882), chambellan de Napoléon III, conseiller général puis député de la Vendée.

## Titres
La famille de La Poëze ne fut pas titrée mais porte depuis le XIXe siècle les titres de courtoisie de comte et marquis d'Harambure.

## Possessions
- Château de la Colaissière à Saint-Sauveur-de-Landemont en Anjou, commune devenue en 2015 une commune déléguée au sein de la commune nouvelle d’Orée d’Anjou
- Château de La Rabatelière en Vendée
- Château de Sainte-Hermine en Vendée
- Château de Thévalles en Mayenne
- Château des Courtils en Indre-et-Loire
- Château d'Artstetten en Autriche

## Alliances
Les principales alliances de la famille de La Poëze sont : Legoux, Brigaud du Plessis, de La Rivière, Couppegorge, Dudan de La Jonchère, de Mauclerc, de Buor, de Charette de La Contrie, de Billier de La Varanne, des Herbiers, de Prezeau, Gouin, de La Chevière, de Rodays, de Cornu de Princé, Moriceau de La Carterie, des Portes de Saint-Père, du Bois des Cours, d'Harambure, de La Ville de Férolles des Dorides, de La Rochelambert, Le Gouz de Saint-Seine (1909, 1944), de La Ferrière, Guigues de Moreton de Chabrillan, de Belsunce de Castelmoron, d'Arenberg (1949), d'Hespel, de Moustier, de Moussac, de Vanssay, Carpentier de Changy, Le Gonidec de Traissan, de Montesson, de Caraman Chimay, de Hohenberg (1978), Isoard de Chenerilles, de Maison Rouge, de Broglie (1985), de Saboulin Bollena, de Méhérenc de Saint-Pierre, de La Motte-Ango de Flers (2019), Kabis de Saint-Chamas, de Lambilly, Merlin d'Estreux de Beaugrenier.